# Karl Strobach junior
Karl Strobach junior (* 12. März 1870 in Mährisch-Schönberg; † 18. Dezember 1929 in Prag) war ein deutschmährischer Papieringenieur und Generaldirektor der Papier-Industrie-AG Olleschau, Prag, Tschechoslowakei.

## Leben
Strobach wurde von seinem Vater Karl Strobach senior durch seine Ausbildung für seine spätere Tätigkeit in der Papierindustrie vorbereitet. Er besuchte zuerst die Staatsgewerbeschulen  in Wien,  Reichenberg und   Bielitz. Nach dem Studium an den Technischen Hochschulen Zürich und München trat er in den 1890er Jahren als Assistent des technischen Direktors in die von seinem Vater  geleitete Papierfabrik Olleschau ein. Von dort aus ging Strobach nach Ischora bei Sankt Petersburg, wo er die Leitung der Zigarettenpapierfabrik C. & Chr. Nebe übernahm.
Im Jahre 1896 kehrte Strobach nach Olleschau zurück und übernahm dort die technische Leitung. Es war mit sein Verdienst, dass die Papierfabrik Olleschau auf der Weltausstellung Paris 1900 den Grand Prix erhielt. Nach dem Suizid seines Vaters, der durch Malversationen das Unternehmen an den Rand der Insolvenz gebracht hatte, im Jahre 1905 übernahm die Papier-Industrie-AG Olleschau, Prag  die Fabriken der liquidierten Olleschauer Papierfabriks-AG  in Olleschau und Langendorf. Karl Strobach wurde zusätzlich auch die kaufmännische Leitung der Gesellschaft übertragen. Er trieb die weitere Modernisierung der Fabrik voran, sodass diese 1907 zu den modernsten Zigarettenfabriken der Welt zählte. Strobach begründete den Weltruf der Olleschauer Zigarettenpapiere.
Nach dem Ersten Weltkrieg und der Proklamierung der Selbständigkeit der Tschechoslowakei musste sich die Papierfabrik Olleschau gegen die starke Konkurrenz im Deutschen Reich, Österreich und Japan behaupten. Unter Karl Strobachs Leitung erwarb die Gesellschaft 1922 durch Fusion die Fabriken der Prager Papierfabriken in Prag-Holleschowitz (Pergamentpapiere) und in Wran a.d. Moldau (Zigaretten-, Weißseiden- und Kopierpapier) und die Seiden- und Zigarettenfabrik Ignaz Weiß Sohn in Horní Dlouhá Loučka. Das Sortiment umfasste nun Zigarettenpapiere in Bogen, Bobinen, Rollen, Büchelchen und Hülsen, chlor- und säurefreie Papiere, Kopierpapiere, Bibeldruckpapiere, echte Pergamentpapiere.
1922 wurde Strobach die Position des Generaldirektors des neugeschaffenen Konzerns mit Sitz in Prag übertragen. Unter seiner Leitung erhielt die Papier-Industrie-AG Olleschau, Prag  auf der Weltausstellung in Barcelona 1929 (Exposició Internacional de Barcelona) für ihre Erzeugnisse den Grand Prix zuerkannt.

## Schriften
- Briefe eines Papiermachers an seinen Sohn. Sonderdruck aus dem Wochenblatt für Papierfabrikation, Biberach, Güntter-Staib Verlagsges. m. b. H., 1. Auflage 1923, 2. Auflage 1924, 3. Auflage 1934
- Die Grundlehren der Mechanik und ihre Anwendung im Papierfabriksbetriebe. Güntter-Staib Verlag, Biberach-Riß, 1. Auflage ?, 2. Auflage 1925, 3. Auflage 1934
- Das Kochen und Bleichen der Lumpen. Güntter-Staib, Biberach 1928.
- Die Pflichten der Betriebsbeamten und ihrer Hilfsorgane. Güntter-Staib, Biberach 1931.